# Cyrioctea hirsuta
Cyrioctea hirsuta är en spindelart som beskrevs av Norman I. Platnick och Griffin 1988. Cyrioctea hirsuta ingår i släktet Cyrioctea och familjen Zodariidae.
Artens utbredningsområde är Namibia. Inga underarter finns listade i Catalogue of Life.